# Infoanarchizm
Infoanarchizm – zbiorczy termin używany przez różne grupy ludzi, którzy sprzeciwiają się różnym formom tzw. własności intelektualnej, w szczególności prawom autorskim i patentom. Termin został ukuty w czasopiśmie Time w artykule o Ianie Clarke'u (znanym jako oryginalny projektant i główny twórca Freenetu) pt. "The Infoanarchist" w lipcu 2000 roku.
Infoanarchiści są częścią szerszego konfliktu społecznego, związanego z prawami autorskimi i pokrewnymi, w których po jednej stronie są twórcy oprogramowania oraz indywidualni użytkownicy, domagający się zniesienia bądź rozluźnienia barier związanych z przekazywaniem informacji (np. poprzez P2P), a po drugiej twórcy, dostarczyciele treści i pośrednicy.
Do grup infoanarchistycznych można zaliczyć:
- osoby uważające, że prawa autorskie stanowią przeszkodę dla rozwoju społeczeństwa (np. poprzez ograniczenie dostępu do dóbr kultury i nauki dla ludzi uboższych),
- część libertarian,
- partie piratów,
- grupy warezowe,
- anarchistów,
- grupy wyznające ideologie antykapitalistyczne.

Ponieważ jednak każda z tych grup ma różne motywy, nie są zazwyczaj wzajemnie ze sobą kojarzone ani nie współpracują ze sobą.

## Metody mające na celu ułatwienie wolnego przepływu informacji
Wielu infoanarchistów używa anonimowych sieci P2P takich jak Freenet, Entropy, Tor lub I2P w celu ochrony swojej anonimowości i/lub prywatności. Dzięki użyciu tych sieci obserwacja i kontrola przez kogoś z zewnątrz (np. aparat państwowy) lub wewnątrz (np. dostarczyciela Internetu) danych przepływających przez daną sieć jest utrudniona.